# Сімсбері (Коннектикут)
Сімсбері (англ. Simsbury) — місто (англ. town) в США, в окрузі Гартфорд штату Коннектикут. Населення — 24 517 осіб (2020).

### Клімат
| Клімат : Сімсбері       | Клімат : Сімсбері | Клімат : Сімсбері | Клімат : Сімсбері | Клімат : Сімсбері | Клімат : Сімсбері | Клімат : Сімсбері | Клімат : Сімсбері | Клімат : Сімсбері | Клімат : Сімсбері | Клімат : Сімсбері | Клімат : Сімсбері | Клімат : Сімсбері | Клімат : Сімсбері |
| Показник                | Січ.              | Лют.              | Бер.              | Квіт.             | Трав.             | Черв.             | Лип.              | Серп.             | Вер.              | Жовт.             | Лист.             | Груд.             | Рік               |
| Абсолютний максимум, °C | 22,2              | 22,8              | 31,7              | 35,6              | 37,2              | 38,3              | 38,9              | 38,9              | 38,3              | 32,8              | 28,3              | 24,4              | 38,9              |
| Середній максимум, °C   | 1,1               | 3,9               | 8,9               | 16,1              | 21,7              | 26,7              | 29,4              | 28,3              | 23,9              | 17,2              | 11,1              | 4,4               | 16,1              |
| Середній мінімум, °C    | −7,8              | −6,1              | −2,2              | 3,3               | 8,9               | 13,9              | 17,2              | 16,1              | 11,7              | 5,0               | 0,6               | −5                | 4,7               |
| Абсолютний мінімум, °C  | −32,2             | −31,1             | −22,2             | −12,8             | −2,2              | 2,8               | 6,7               | 2,2               | −2,8              | −8,3              | −17,2             | −27,8             | −32,2             |
| Норма опадів, мм        | 82                | 76                | 92                | 94                | 110               | 110               | 106               | 100               | 99                | 111               | 99                | 87                | 1166              |
| ----------------------- | ----------------- | ----------------- | ----------------- | ----------------- | ----------------- | ----------------- | ----------------- | ----------------- | ----------------- | ----------------- | ----------------- | ----------------- | ----------------- |
| Джерело:                |                   |                   |                   |                   |                   |                   |                   |                   |                   |                   |                   |                   |                   |

## Демографія
Згідно з переписом 2010 року, у місті мешкало 23 511 осіб у 8776 домогосподарствах у складі 6618 родин. Було 9123 помешкання
Расовий склад населення:
| - 92,1 % — білих - 3,8 % — азіатів - 1,7 % — чорних або афроамериканців - 0,1 % — корінних американців |

До двох чи більше рас належало 1,7 %. Частка іспаномовних становила 3,1 % від усіх жителів.
За віковим діапазоном населення розподілялося таким чином: 27,4 % — особи молодші 18 років, 58,3 % — особи у віці 18—64 років, 14,3 % — особи у віці 65 років та старші. Медіана віку мешканця становила 43,5 року. На 100 осіб жіночої статі у місті припадало 95,2 чоловік;  на 100 жінок у віці від 18 років та старших — 91,0 чоловіків також старших 18 років.
Середній дохід на одне домашнє господарство  становив 151 196 доларів США (медіана — 116 444), а середній дохід на одну сім'ю — 175 320 доларів (медіана — 141 201). Медіана доходів становила 102 933 долари для чоловіків та 70 512 долари для жінок. За межею бідності перебувало 3,5 % осіб, у тому числі 2,8 % дітей у віці до 18 років та 3,7 % осіб у віці 65 років та старших.
Цивільне працевлаштоване населення становило 12 598 осіб. Основні галузі зайнятості: освіта, охорона здоров'я та соціальна допомога — 26,9 %, фінанси, страхування та нерухомість — 20,1 %, науковці, спеціалісти, менеджери — 12,2 %, виробництво — 8,8 %.